# Klaus Heininger
Klaus Heininger (* 28. Juni 1961 in Fürstenfeldbruck) ist ein deutscher parteiloser Kommunalpolitiker. Seit 2010 ist er Bürgermeister bzw. Oberbürgermeister von Eislingen/Fils. Zuvor war er von 2001 bis 2010 Bürgermeister von Birenbach.

## Leben
Heininger wuchs in Schwäbisch Gmünd auf. Von 1979 bis 1983 arbeitete er im Landratsamt Ostalbkreis. Anschließend war er von 1983 bis 1988 Bauamtsleiter von Alfdorf. Daraufhin war er von 1989 bis 2001 Hauptamtsleiter von Plüderhausen, bevor er 2001 zum Bürgermeister von Birenbach gewählt wurde. Im April 2009 wurde er für eine zweite Amtszeit wiedergewählt. Im Jahr 2010 wurde er im ersten Wahlgang zum Bürgermeister von Eislingen gewählt. Er setzte sich hierbei mit 60,4 Prozent der Stimmen gegen den Kuchener Bürgermeister Bernd Rößner durch. Als Eislingen zum 1. Januar 2012 zur Großen Kreisstadt hinaufgestuft wurde, änderte sich Heiningers Amtsbezeichnung in Oberbürgermeister. Am 11. März 2018 wurde er mit 97,96 Prozent der Stimmen für eine zweite Amtszeit wiedergewählt.
Heininger ist verheiratet. 